# Астрачі (селище)
Астрачі (рос. ст Астрачи) — селище при залізничній станції Бокситогорського району Ленінградської області Росії. Входить до складу Великодвірського сільського поселення.
Залізничною станцією Астрачі курсує електричка Ладозького напрямку. Населення — 5 осіб (2012 рік).

## Населення
| 2007 | 2010 | 2017 |
| ---- | ---- | ---- |
| 6    | ↘4   | ↘3   |